# Монро (Північна Кароліна)
Монро (англ. Monroe) — місто (англ. city) в США, адміністративний центр округу Юніон штату Північна Кароліна. Населення — 34 562 особи (2020).

## Географія
Монро розташоване за координатами 35°0′6″ пн. ш. 80°33′41″ зх. д. / 35.00167° пн. ш. 80.56139° зх. д. (35.001590, -80.561279). За даними Бюро перепису населення США в 2010 році місто мало площу 78,69 км², з яких 77,07 км² — суходіл та 1,63 км² — водойми.

## Демографія
Згідно з переписом 2010 року, у місті мешкало 32 797 осіб у 11 120 домогосподарствах у складі 7878 родин. Густота населення становила 417 осіб/км². Було 12375 помешкань (157/км²).
Расовий склад населення:
| - 52,0 % — білих - 25,2 % — чорних або афроамериканців - 0,9 % — азіатів - 0,6 % — корінних американців - 18,6 % — осіб інших рас |

До двох чи більше рас належало 2,6 %. Частка іспаномовних становила 29,4 % від усіх жителів.
За віковим діапазоном населення розподілялося таким чином: 29,6 % — особи молодші 18 років, 59,3 % — особи у віці 18—64 років, 11,1 % — особи у віці 65 років та старші. Медіана віку мешканця становила 32,5 року. На 100 осіб жіночої статі у місті припадало 96,8 чоловіків; на 100 жінок у віці від 18 років та старших — 94,6 чоловіків також старших 18 років.
Середній дохід на одне домашнє господарство становив 55 318 доларів США (медіана — 42 186), а середній дохід на одну сім'ю — 59 476 доларів (медіана — 44 751). Медіана доходів становила 37 247 доларів для чоловіків та 30 992 долари для жінок. За межею бідності перебувало 24,6 % осіб, у тому числі 36,7 % дітей у віці до 18 років та 15,5 % осіб у віці 65 років та старших.
Цивільне працевлаштоване населення становило 14 996 осіб. Основні галузі зайнятості: виробництво — 19,8 %, освіта, охорона здоров'я та соціальна допомога — 17,7 %, мистецтво, розваги та відпочинок — 11,8 %, роздрібна торгівля — 10,5 %.

## Персоналії
- Джессі Гелмс — американський політик.
- Мері Кеннер — афроамериканська винахідниця.
- Крістін Дарден — американський математик, аналітик даних й аерокосмічний інженер